# Chełmsko Śląskie (gromada 1962–1972)
Chełmsko Śląskie  (do 19 II 1962 Okrzeszyn) – dawna gromada, czyli najmniejsza jednostka podziału terytorialnego Polskiej Rzeczypospolitej Ludowej w latach 1954–1972.
Gromady, z gromadzkimi radami narodowymi (GRN) jako organami władzy najniższego stopnia na wsi, funkcjonowały od reformy reorganizującej administrację wiejską przeprowadzonej jesienią 1954 do momentu ich zniesienia z dniem 1 stycznia 1973, tym samym wypierając organizację gminną w latach 1954–1972.
Gromadę Chełmsko Śląskie z siedzibą GRN w osiedlu Chełmsku Śląskim (nie wchodzącym w skład gromady) utworzono 20 lutego 1962 w powiecie kamiennogórskim w woj. wrocławskim w związku z przeniesieniem siedziby GRN gromady Okrzeszyn z Okrzeszyna do Chełmska Śląskiego i zmianą nazwy jednostki na gromada Chełmsko Śląskie. Gromada objęła cztery wsie: Okrzeszyn i Uniemyśl (które należały od reformy 1954 do gromady Okrzeszyn) oraz Błażejów i Olszyny (które 31 grudnia 1961 wyłączono z osiedla Chełmsko Śląskie). Dla gromady ustalono 15 członków gromadzkiej rady narodowej.
Gromada przetrwała do końca 1972 roku, czyli do kolejnej reformy gminnej. 1 stycznia 1973 obszar zniesionej gromady Chełmsko Śląskie, a także zniesionego osiedla Chełmsko Śląskie weszły w skład nowo utworzonej gminy Lubawka w powiecie kamiennogórskim (istniejącej w latach 1946–1954 gminy Chełmsko Śląskie nie reaktywowano).